# Windows Ultimate Extras
Windows Ultimate Extras (appelé en français Bonus Windows Édition Intégrale) sont des caractéristiques optionnelles offertes aux utilisateurs de Windows Vista Édition Intégrale. Elles sont accessibles depuis Windows Update. Les bonus Windows Édition Intégrale remplace le rôle de marché de Microsoft Plus!, un produit vendu à des consommateurs aux versions antérieures de Microsoft Windows. Malgré leur nom, Windows 7 Édition Intégrale ne comprend pas ces bonus.